# الفرزة (رداع)

تعديل مصدري - تعديل

حارة الفرزة هي إحدى حارات مدينة رداع أحد مدن محافظة البيضاء، بلغ تعداد سكانها 344 نسمة حسب تعداد اليمن لعام 2004.